# Mas Carbó (Rupià)
El Mas Carbó és una obra de Rupià (Baix Empordà) protegida com a Bé Cultural d'Interès Local.

## Descripció
Mas de planta rectangular amb carener perpendicular a la façana i coberta a dues aigües. La volumetria de mas és de planta baixa i pis. Té un pati tancat per un mur. Actualment té les façanes sense arrebossar, la pedra queda al descobert en les llindes i muntants de les obertures fruit d'una important rehabilitació.
Hi ha una gran construcció auxiliar de planta baixa que és l'habitatge dels masovers, també hi ha una construcció per a la piscina que ha seguit el mateix esquema constructiu i també s'han emprat els mateixos materials que en la masia original. Hi ha una construcció aïllada de fusta que fa la funció de garatge.
El mas original data de 1687.